# デルータ
デルータ（伊: Deruta）は、イタリア共和国ウンブリア州ペルージャ県にある、人口約9,500人の基礎自治体（コムーネ）。

## 地理

### 位置・広がり

#### 隣接コムーネ
隣接するコムーネは以下の通り。
- ベットーナ
- コッラッツォーネ
- マルシャーノ
- ペルージャ
- トルジャーノ

### 気候分類・地震分類
デルータにおけるイタリアの気候分類 (it) および度日は、zona D, 2013 GGである。
また、イタリアの地震リスク階級 (it) では、zona 2 (sismicità media) に分類される。

## 行政

### 分離集落
デルータには、以下の分離集落（フラツィオーネ）がある。
- Casalina, Ripabianca, Castelleone, Pontenuovo, Sant'Angelo di Celle, San Nicolò di Celle

## 文化・観光
「イタリアの最も美しい村」クラブ加盟コムーネである。